# Carmen Broto Buil
Carmen Broto Buil –o Carmen Brotons Buil– (Guaso, Província d'Osca, 9 d'abril de 1922 o 1924 - Barcelona, 11 de gener de 1949) va ser una prostituta de luxe espanyola l'assassinat de la qual va commoure la societat barcelonina de la darreria dels anys 1940 i va donar origen a morbosos rumors que implicaven en el fet jerarques del règim franquista i l'Església Catòlica i tot (en la persona d'un dels seus dignataris).

## Una famosa prostituta
Carmen Broto Buil va néixer a casa Pardina, a Guaso, l'any 1924 i aviat va anar a viure a Boltaña amb els seus oncles. Més endavant va anar a servir a Barcelona, com moltes altres noies pobres del seu temps. Hi va treballar com a minyona al començament, però aviat va veure clar que amb aquesta feina mai no deixaria enrere una vida de privacions.
Es va dedicar llavors a la prostitució i va començar a sovintejar alguns salons i balls on va conèixer persones com Ramon Pané, qui la va ajudar a muntar un dels seus pisos i li va passar durant un any i mig una quantitat fixa de diners cada mes, o Juan Martínez Penes, l'empresari gallec del teatre Tívoli, que vivia a l'Hotel Ritz i la va fer servir com a coartada per emmascarar la seva homosexualitat.
A poc a poc va anar establint vincles amb molts homes de l'alta societat, alguns dels quals van esdevenir-ne protectors, i els seus anys darrers estava molt ben relacionada, de tal manera que havia aconseguit una petita fortuna i una bella col·lecció de joies. Carmen no se n'amagava pas i solia lluir les seves joies quan sortia a divertir-se amb els seus clients o amb els seus amics. Entre aquests últims hi havia Jesús Navarro Manau, un jove ben plantat pel qual sentia feblesa i que seria un dels seus assassins.

## El crim
Navarro Manau, d'ambigua sexualitat i molt donat a la “vida alegre”, era fill de Jesús Navarro Gurrea, un delinqüent professional fitxat com a "espadista" –especialista a obrir portes i caixes fortes amb claus falses– i per altres actes delictius. Aquest últim va idear un pla macabre l'objectiu del qual no era només sostreure les joies de Carmen Broto sinó també que ella els conduís a Martínez Penas i robar-lo també a ell. Després matarien la jove, en farien desaparèixer el cadàver i sobre ella recaurien les sospites. El pla incloïa emborratxar-la, matar-la a cops i enterrar-la en un hort del carrer Legalitat, comptant que no era pas estrany que, de tant en tant, ella se n'anés uns quants dies de la ciutat sense donar explicacions a ningú.
Així, la tarda del 10 de gener de 1949, Jesús crida Carmen i li ofereix de passar una nit desenfrenada com les que tots dos han viscut ja més d'una vegada. Carmen accepta de bon grat i el jove passa a recollir-la en un cotxe llogat, juntament amb el seu amic i còmplice Jaime Viñas.
Es desplacen llavors a diversos locals de cambreres dels carrers Rosselló i Casanova. A Carmen la fan beure molt. Quan sembla prou èbria, la porten al cotxe i se l'enduen, a la recerca del millor lloc per a perpetrar el crim.
En passar davant de l'Hospital Clínic, Viñas decideix que ha arribat el moment d'actuar, i mentre Carmen està distreta, la colpeja fortament al cap amb un pesat mall de fusta. Però la dona es regira i s'enfronta amb el seu agressor. Jesús deté l'automòbil per a ajudar Viñas i Carmen aprofita per a escapar. Amb prou feines pot fer quatre passes que cau rodona i torna a ser introduïda al vehicle pels seus agressors. Aquests van a l'hort del carrer Legalitat, on han acordat de trobar-se amb el pare de Jesús, i allà, comprovat que Carmen és morta, li prenen les joies i n'enterren el cadàver.
Els assassins, però, van deixar massa empremtes i pistes fàcils per a la policia: havien abandonat l'auto, amb ple de taques de sang, a pocs metres de l'hort i quan els investigadors van haver trobat el cos, els fou fàcil lligar caps. Ràpidament, Jesús Navarro Manau és detingut i no triga a confessar. El seu pare i Jaime Viñas se suïciden ingerint cianur per tal de no ser atrapats.
Navarro Manau va ser condemnat a mort. Tanmateix, els seus advocats van aconseguir que li commutessin la condemna per 30 anys de presó. Després de romandre més d'una dècada al penal d'Ocaña, va ser alliberat per bona conducta.

## Altres versions
La versió oficial del crim no va ser pas donada per bona per molta gent. En el cas s'hi barrejaven sexe, poder i diners amb les enigmàtiques existències de Carmen i els seus assassins, la qual cosa va donar motiu a fer córrer teories de conspiració que explicaven que Carmen havia estat eliminada perquè molestava algú molt poderós immers en perillosos negocis il·legals. Van córrer rumors diversos: que havia volgut fer xantatge a un dels seus clients més poderosos amb fotografies en què se'l veia mantenint relacions sexuals amb menors d'edat; que era l'amistançada indiscreta del poderós estraperlista tèxtil Julio Muñoz Ramonet; que facilitava menors al pederasta bisbe de Barcelona; que es dedicava al tràfic de blanques fent portar a Barcelona noies de Galícia les quals després derivava cap a la prostitució; que era l'amistançada d'un capitost del règim franquista, i encara més rumors. Una altra de les pintoresques versions del drama la va donar el mateix Jesús Navarro, qui va arribar a afirmar que Broto va ser "eliminada" perquè era confident de la policia i delatora dels enemics del règim, cosa que en feia la culpable de l'afusellament de diverses persones.

## En la cultura popular
El crim de Carmen Broto ha estat objecte de diversos reportatges, novel·les i pel·lícules.
El director i productor Pere Costa li va dedicar un capítol de la sèrie de TVE La huella del crimen, protagonitzat per Sílvia Tortosa i Sergi Mateu.
El fet també va ser novel·lat per Alberto Speratti en la seva obra “El crimen de la calle Legalidad” (Barcelona, Martínez Roca, 1983).
Juan Marsé s'inspirà en part en aquest crim per a la seva novel·la Si te dicen que caí.